# Saint-Pierre-Lafeuille
Saint-Pierre-Lafeuille, auf Okzitanisch Sent Peire, ist eine französische Gemeinde mit 398 Einwohnern (Stand: 1. Januar 2022) im Département Lot in der Region Okzitanien. Sie gehört zum Kanton Causse et Bouriane und zum Arrondissement Cahors. Nachbargemeinden sind Maxou im Norden, Bellefont-La Rauze im Osten, Cahors im Süden und Calamane im Westen.

## Bevölkerungsentwicklung
| Jahr      | 1793 | 1954 | 1962 | 1968 | 1975 | 1982 | 1990 | 1999 | 2007 | 2018 |
| --------- | ---- | ---- | ---- | ---- | ---- | ---- | ---- | ---- | ---- | ---- |
| Einwohner | 245  | 102  | 113  | 94   | 123  | 182  | 217  | 292  | 337  | 365  |

## Sehenswürdigkeiten
- Ruine des Château de Roussillon

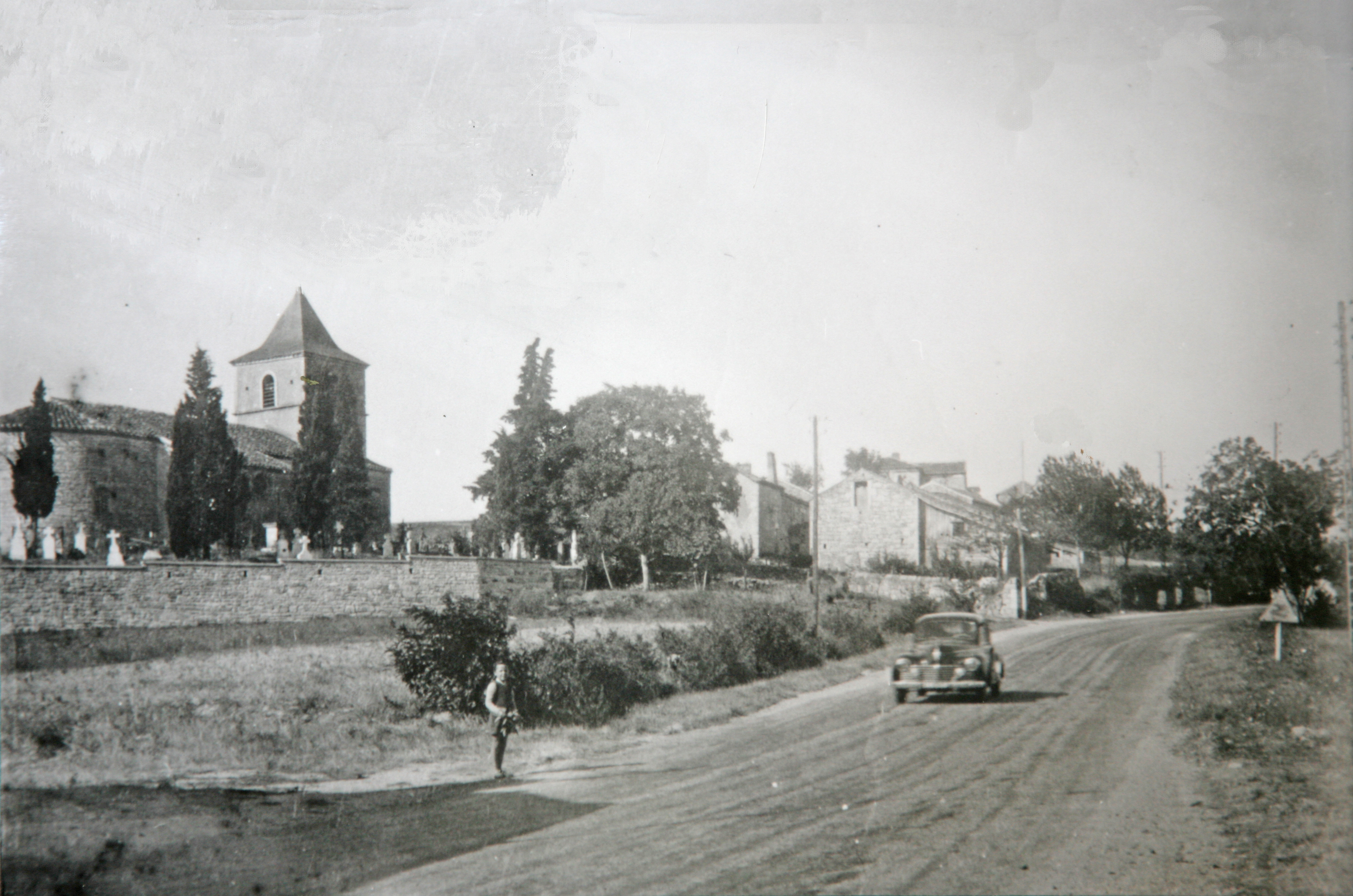
Saint-Pierre-Lafeuille im Jahr 1950
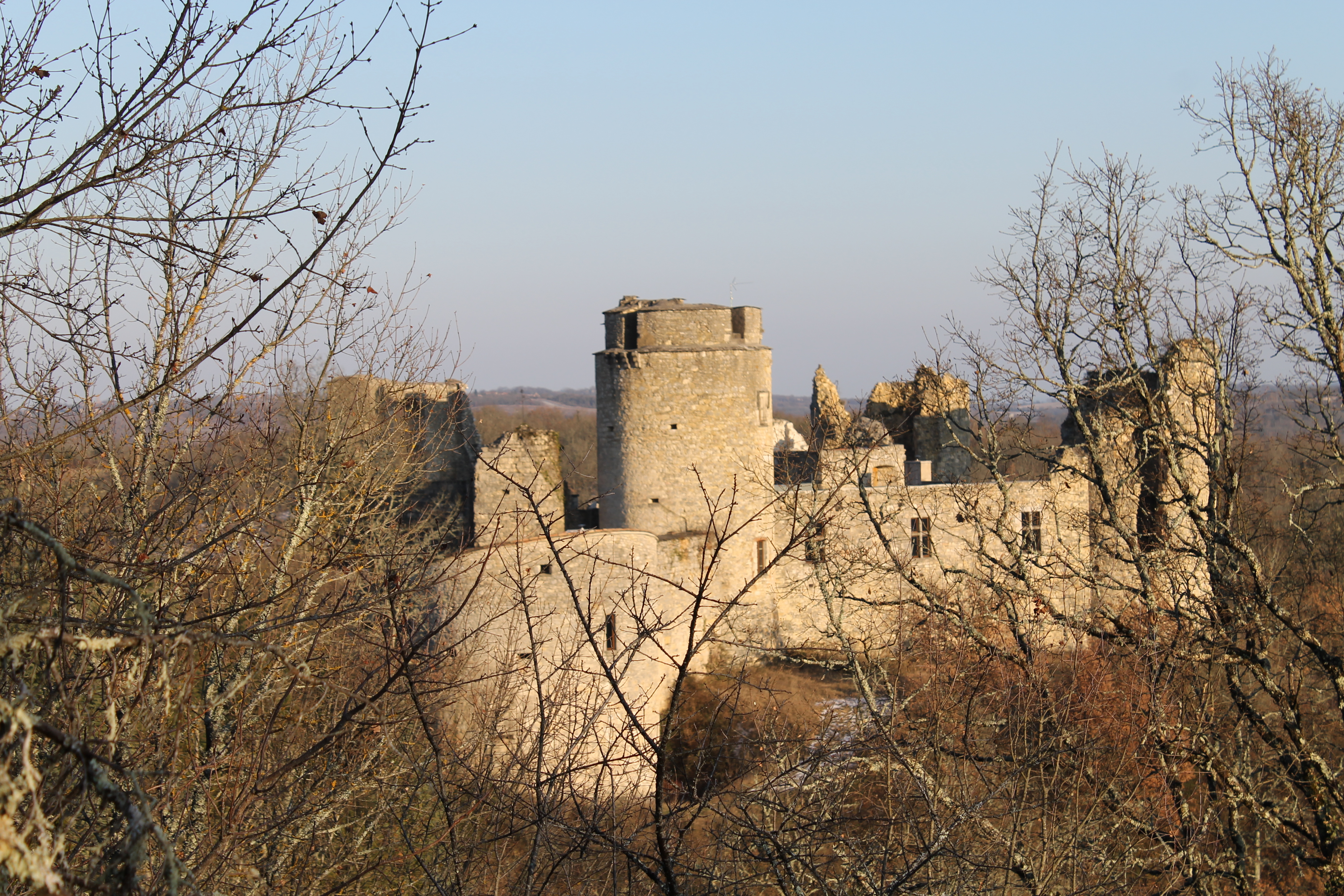
Château de Roussillon